# Akmens Tilts
Die Akmens Tilts (Steinbrücke) ist die wichtigste Straßenbrücke über die Düna in der lettischen Hauptstadt Riga.
Sie verbindet die Altstadt Vecrīga am rechten mit den neueren Stadtvierteln am linken Ufer der Düna.
Sie wurde während der Zugehörigkeit Lettlands zur UdSSR zunächst Jauno Oktobra (Junger Oktober) nach dem 40. Jahrestag der Oktoberrevolution genannt. Nach der Unabhängigkeit 1990/1991 war ihr heutiger Name offensichtlich die einfachste Art der Unterscheidung von der 400 m flussaufwärts stehenden älteren Dzelzceļa tilts, der stählernen Eisenbahnbrücke.

## Beschreibung
Die Akmens Tilts ist 503,12 m lang und 27,5 m breit. Sie hat zwei mittig angeordnete Straßenbahngleise, je zwei Fahrstreifen, die auch für Oberleitungsbusse eingerichtet sind, und beidseitig 3 m breite Gehwege, die durch Leitplanken von der Fahrbahn getrennt sind. Die Geländer aus Gusseisen sind in regelmäßigen Abständen durch Ornamente unterbrochen. Auf jeder Seite stehen vier Kandelaber auf hohen steinernen Säulen. An den Widerlagern führen breite Granittreppen zu der Uferpromenade hinunter.
Der Fahrbahnträger besteht aus einer Stahlbetonplatte auf acht stählernen Vollwandträgern. Er wird getragen von acht mit Naturstein verkleideten Stahlbetonpfeilern im Pfeilerachsabstand von 50,6 + 64,4 + 75,9 + 85,1 + 75,9 + 64,4 + 50,6 + 24,0 m.
Die Brücke wurde am Moskauer Institut „Projektstalkonstrukzija“ von Ingenieur G. D. Popow und Architekt K. I. Jakowlew entworfen und zwischen 1955 und 1957 erbaut.

## Geschichte
Die Akmens Tilts ist die erste feste Straßenbrücke in Riga, wenn man von den beiden Eisenbahnbrücken absieht, die auch von Fußgängern benutzt werden konnten. Vorher gab es an dieser Stelle nur bewegliche Brücken.

### Schiffbrücke
Die erste dieser Brücken entstand in der Zeit, als Riga die Hauptstadt von Schwedisch-Livland und zugleich die zweitgrößte Stadt im schwedischen Reich war. Im Großen Nordischen Krieg ließ König Karl XII. von Schweden 1701 in der Schlacht an der Düna eine Schiffbrücke über den Fluss bauen, die aber erst nach der Schlacht fertig wurde. Nach dem Abzug der Armee überließ er sie der Stadt Riga, die sie als ihre erste Brücke über die Düna benutzte. In den Wintermonaten wurde sie abgebaut und in einer nahegelegenen Bucht eingelagert. Im weiteren Verlauf des Krieges wurde Riga belagert und 1710 von der Kaiserlich Russischen Armee des Zaren Peter der Große erobert. Danach wurde die Brücke zunächst nicht erneuert.

### Floßbrücke
1714 ordnete Fürst Anikita Repnin, der russische Generalgouverneur und Oberbefehlshaber von Riga, den Bau einer Brücke aus Flößen an, die demnach Floßbrücke genannt wurde. Die 646 m lange und 12,8 m breite Brücke wurde jedes Jahr im Herbst abgebaut und im Frühjahr nach der Eisschmelze wieder aufgebaut und gegebenenfalls erneuert. Im Lauf der Zeit wurden immer wieder Verbesserungen vorgenommen, die sie zu einer auch in anderen Ländern beachteten städtischen Straßenbrücke machten. Aus Frankfurt am Main sollen Vertreter der Stadt angereist sein, um sie zu begutachten.

### Pontonbrücke
1892 begann man, die Flöße schrittweise durch eiserne Pontons zu ersetzen, bis 1896 die Pontonbrücke eröffnet wurde. Die 524,13 m lange und 13,96 m breite Straßenbrücke hatte getrennte Gehwege und sogar zwei Trambahngleise. Je zwei Pontons waren zu einer 32 m langen Brückeneinheit verbunden. Die Brücke hatte 14 solcher Einheiten, 2 ausfahrbare Öffnungen und 2 Uferelemente zum Anschluss der schwimmenden Brücke an die Ufer. Ihre Pontons waren durch sich kreuzende Ketten im Fluss verankert, die auch als Eisbrecher wirkten, so dass die Brücke durchschnittlich an 330 Tagen im Jahr benutzt werden konnte.

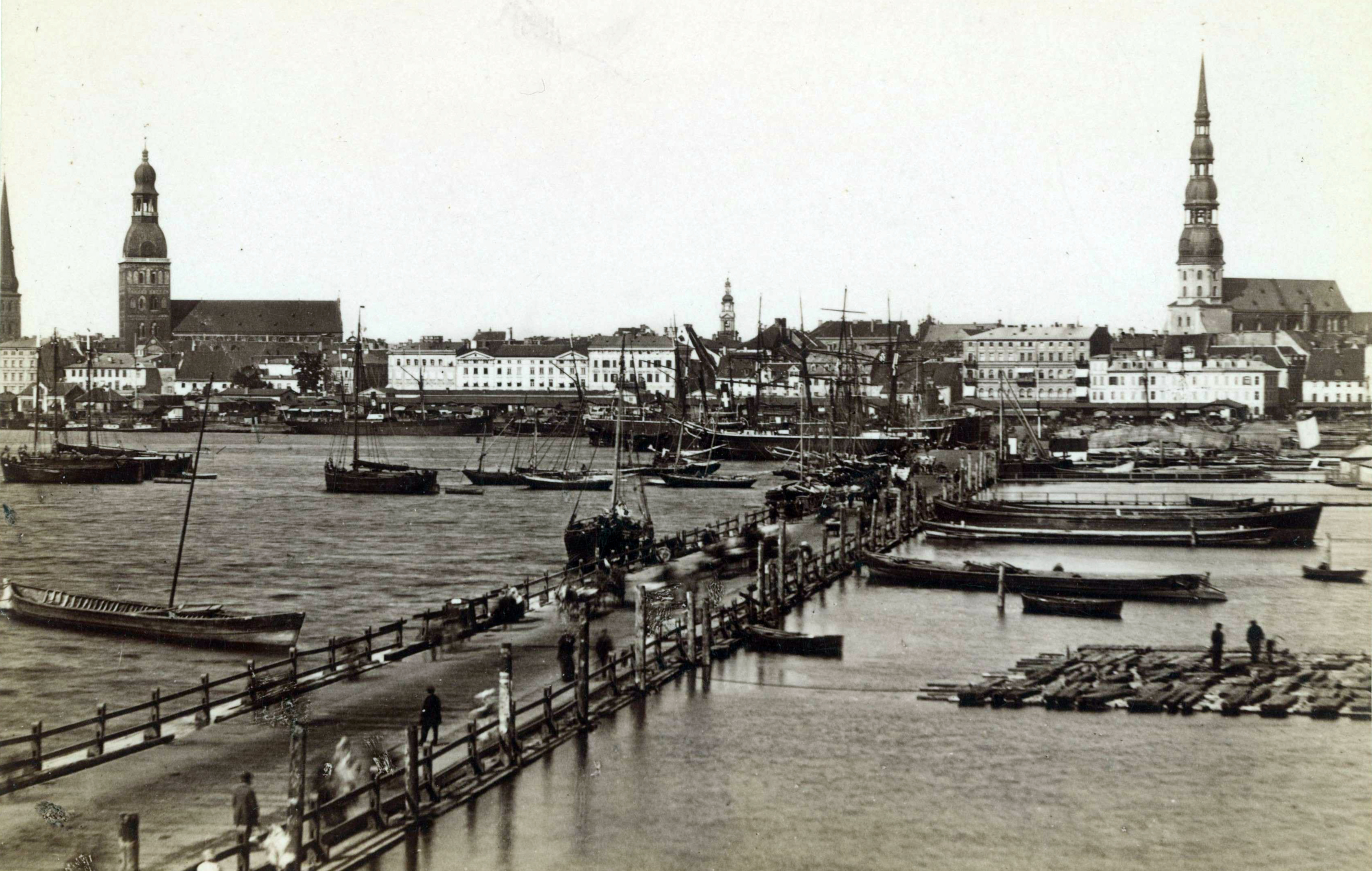
Floßbrücke in Riga (~ 1890)
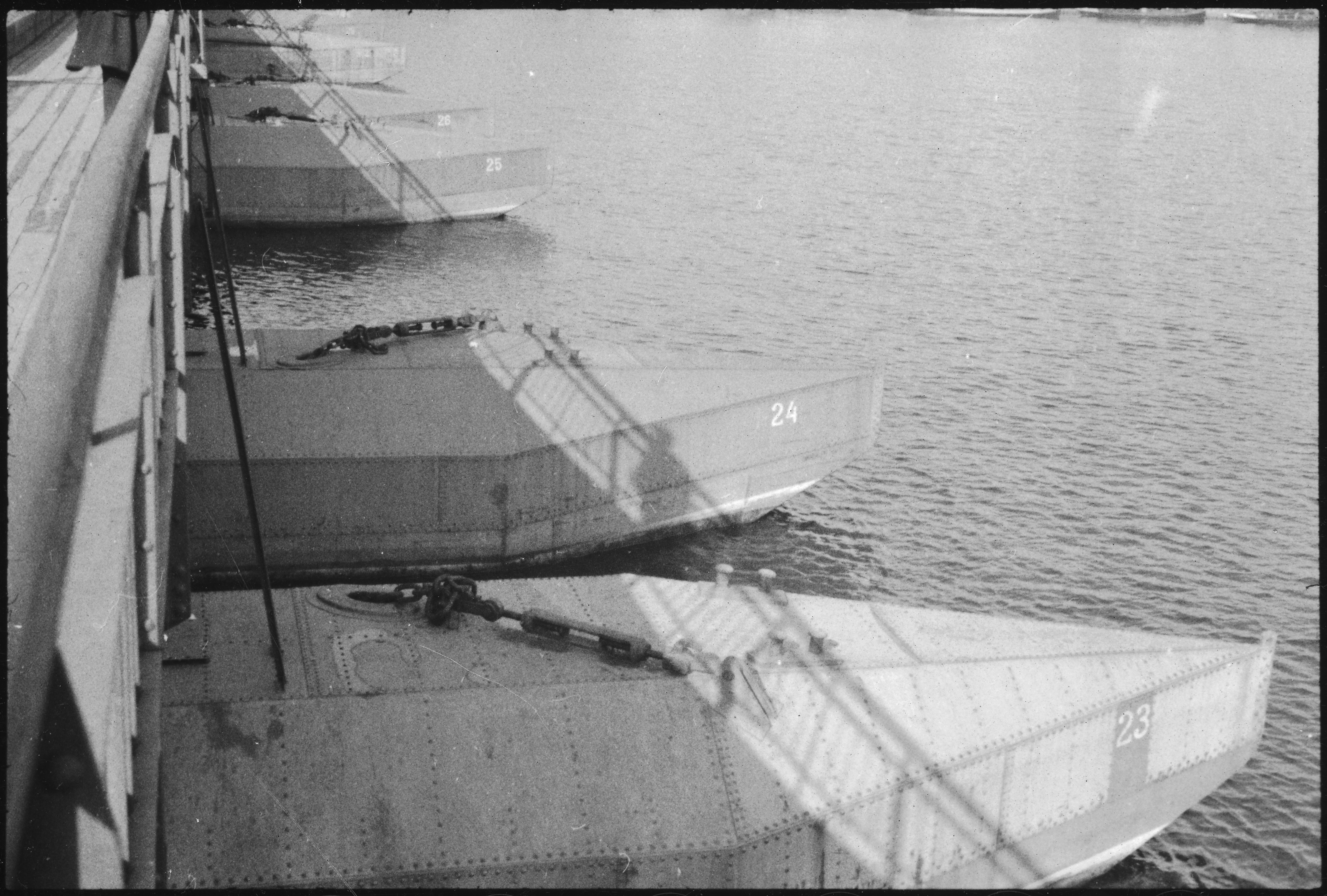
Pontons der Brücke in Riga (1937)
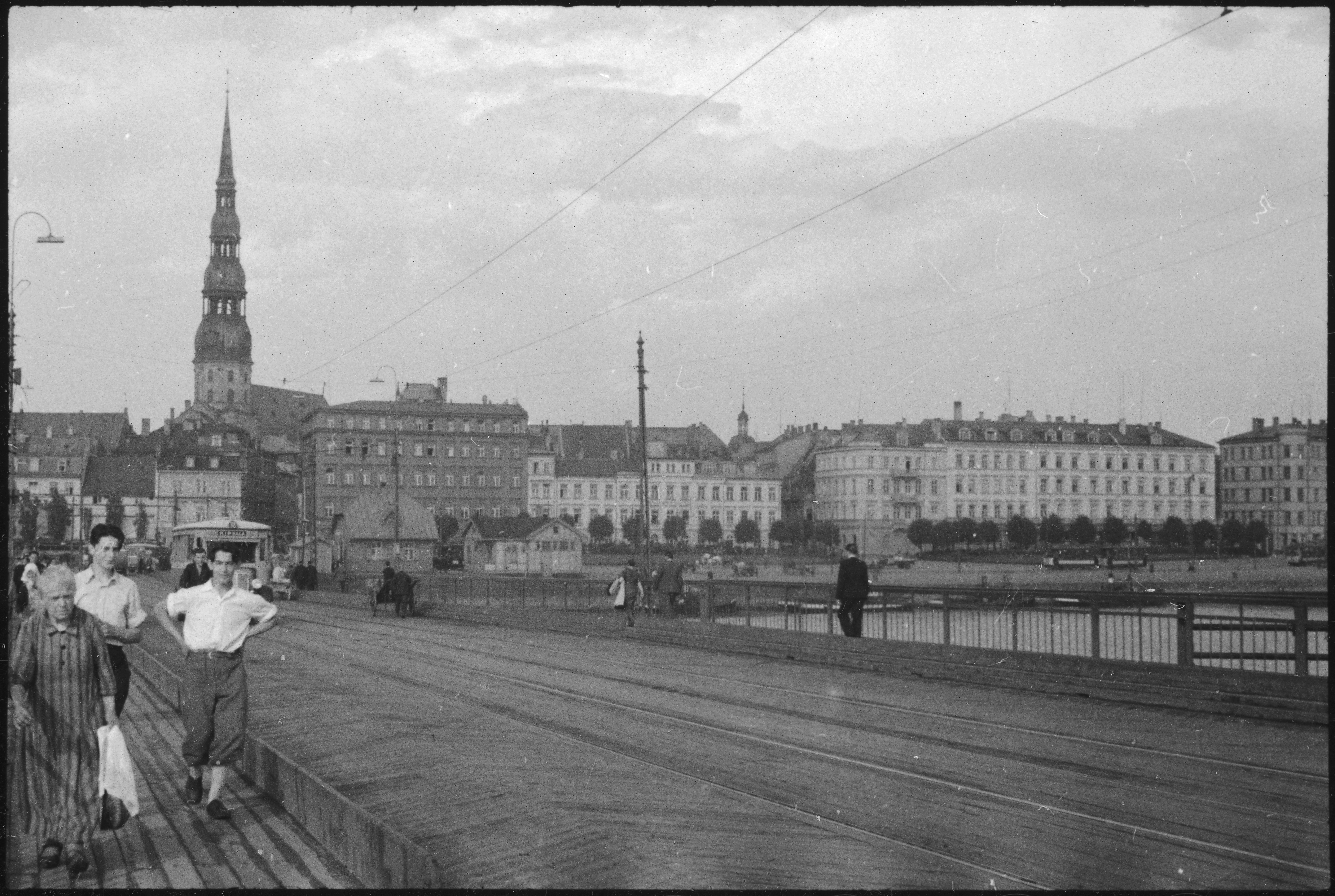
Pontonbrücke in Riga (1937)